# Neobisium simargli
Espèce
Neobisium simargli est une espèce de pseudoscorpions de la famille des Neobisiidae.

## Distribution
Cette espèce est endémique de Croatie. Elle se rencontre à Velike Brisnice dans la grotte Jama II Kod Velikih Brisnica.

## Publication originale
- Ćurčić, 1988 : Cave dwelling pseudoscorpions of the Dinaric Karst. Slovenska Akademija Znanosti in Umetnosti Razred za Naravoslovne Vede Dela, no 26, p. 1-191.